# Philippe Grass
Pour les articles homonymes, voir Grass.
Philippe Grass, né à Wolxheim (Bas-Rhin) le 6 mai 1801 et mort à Strasbourg le 12 avril 1876, est un sculpteur français.

## Biographie
Fils de C. Schoch (1765-1832) et L. Grass — dont il peignit le portrait —, Philippe Grass est né le 6 mai 1801 à Wolxheim, un village du vignoble alsacien, où sa  famille est implantée depuis des générations. Élève de Landolin Ohnmacht, il suit les cours de l'École des beaux-arts de Paris dans l'atelier de François Joseph Bosio de 1820 à 1823.
À son retour en Alsace, il est nommé sculpteur de l'Œuvre Notre-Dame à Strasbourg où il se consacre à refaire d'après des documents anciens les statues détruites par les iconoclastes révolutionnaires.  Il réalisa notamment le Monument au général Kléber et le Monument à Lezay-Marnésia, ainsi que de nombreuses œuvres pour la cathédrale Notre-Dame de Strasbourg. 
Il est nommé chevalier de la Légion d'honneur en 1865.
Ami de l'écrivain breton Émile Souvestre, il réalise une sculpture inspirée d’un passage de son livre Les derniers bretons, "La petite paysanne" et un buste de Souvestre présenté au salon de 1839.  Grass est aussi  l'auteur du portrait ornant son tombeau au cimetière du Père-Lachaise à Paris et dont la réalisation en marbre est présentée au Salon de 1857.
Philippe Grass meurt à Strasbourg le 12 avril 1876, des suites d'un accident[réf. nécessaire].

## Œuvres
États-Unis

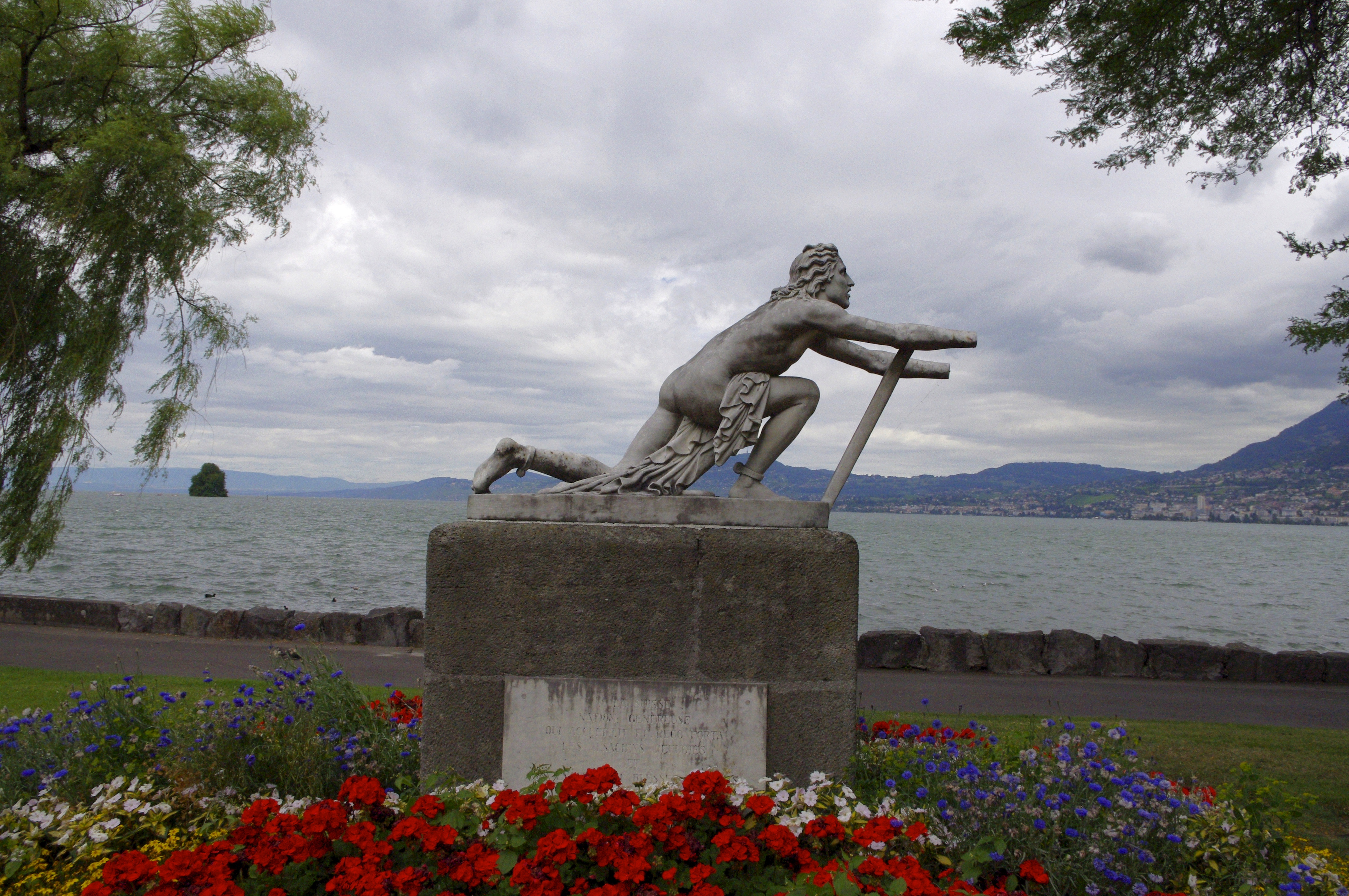
L'Otage, Villeneuve.

- Minneapolis, Minneapolis Institute of Art : Icare essayant ses ailes, 1831, statuette en bronze, fonte Eck et Durand, d'après la statue en bronze détruite en 1870 a Strasbourg[3].

France
- Morlaix, musée des beaux-arts : Émile Souvestre, buste en bronze.
- Strasbourg :
  - bibliothèque nationale et universitaire : Louis Spach, buste ;
  - église Saint-Thomas : Monument funéraire de Jean-Frédéric Bruch, buste en marbre.
  - hôpital civil : Monument à Charles Schützenberger, buste en bronze.
  - jardin botanique de l'université de Strasbourg : Frédéric Kirschleger, buste en marbre.
  - musée des beaux-arts : Jeune Bretonne, 1839, statue en marbre, d'après Les Derniers Bretons d'Émile Souvestre, œuvre détruite en 1870.
  - cathédrale de Strasbourg, façade : Jugement dernier.
  - place Kléber : Monument au général Jean-Baptiste Kléber, 1840.
  - quai Lezay Marnesia : Monument à Adrien de Lezay-Marnésia, 1856, inauguré en 1857. La statue en bronze, endommagée lors du bombardement de la préfecture de Strasbourg en 1940, fut restaurée en 1949[4].
  - Icare essayant ses ailes, 1831, œuvre disparue pendant l'incendie de Strasbourg en 1871[3].

Suisse
- Villeneuve : L'Otage, statue en marbre.

Localisation inconnue
- Suzanne au bain, 1834.
- Landolin Ohmacht, buste.

Œuvres de Philippe Grass
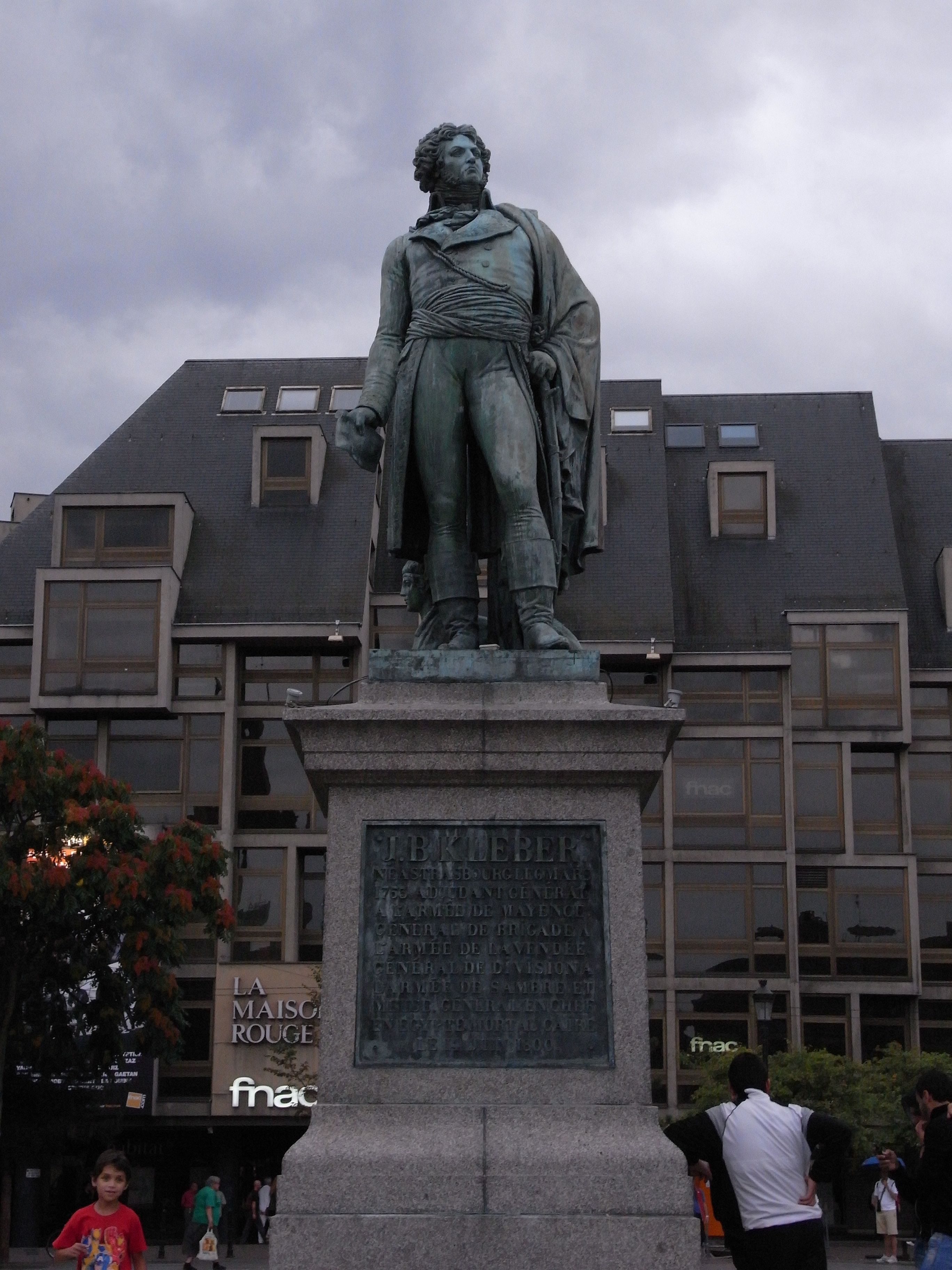
Monument au général Kléber (1840), Strasbourg.
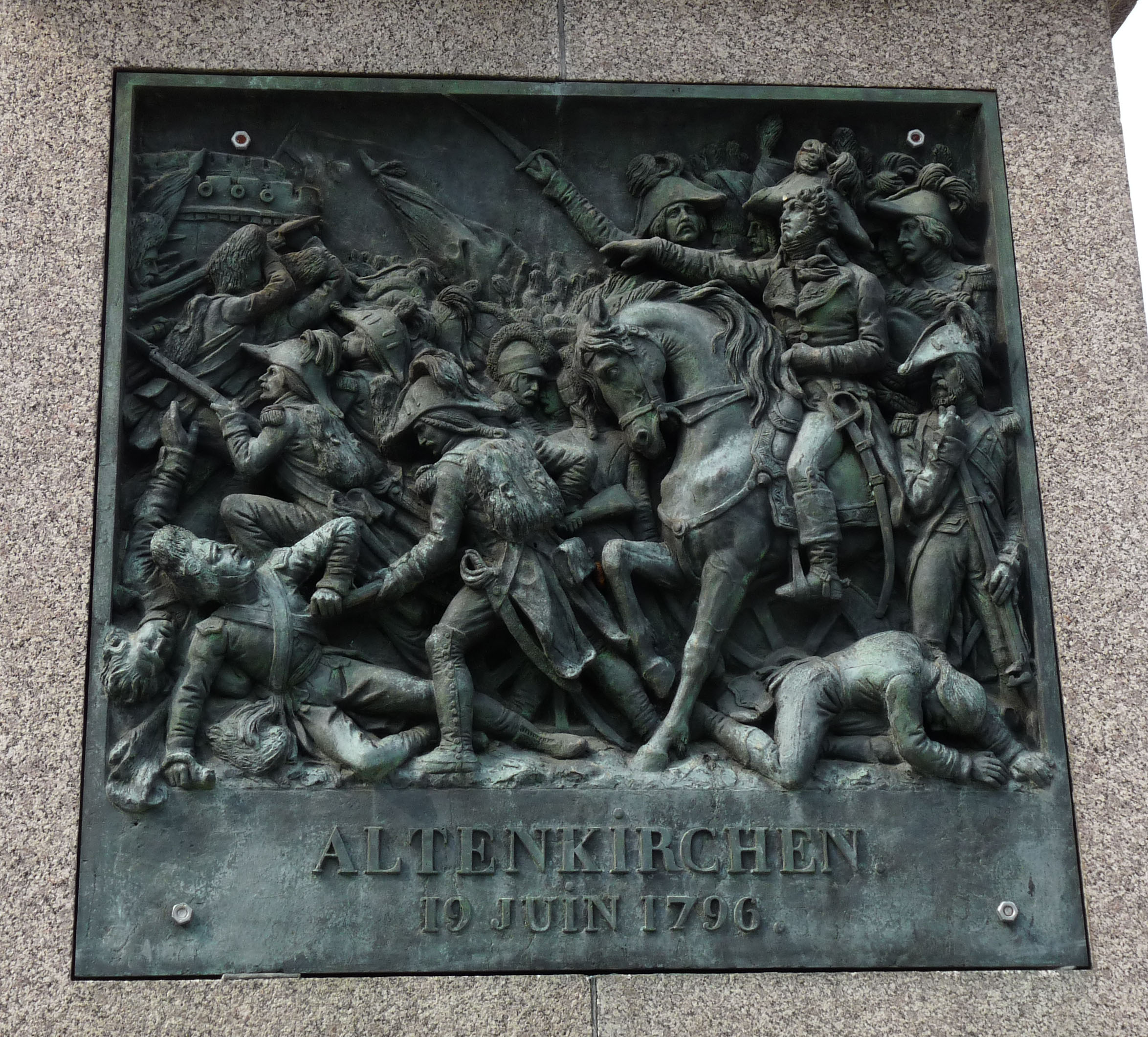
La Bataille d'Altenkirchen, bas-relief ornant le piédestal du Monument au général Kléber(1840), Strasbourg.
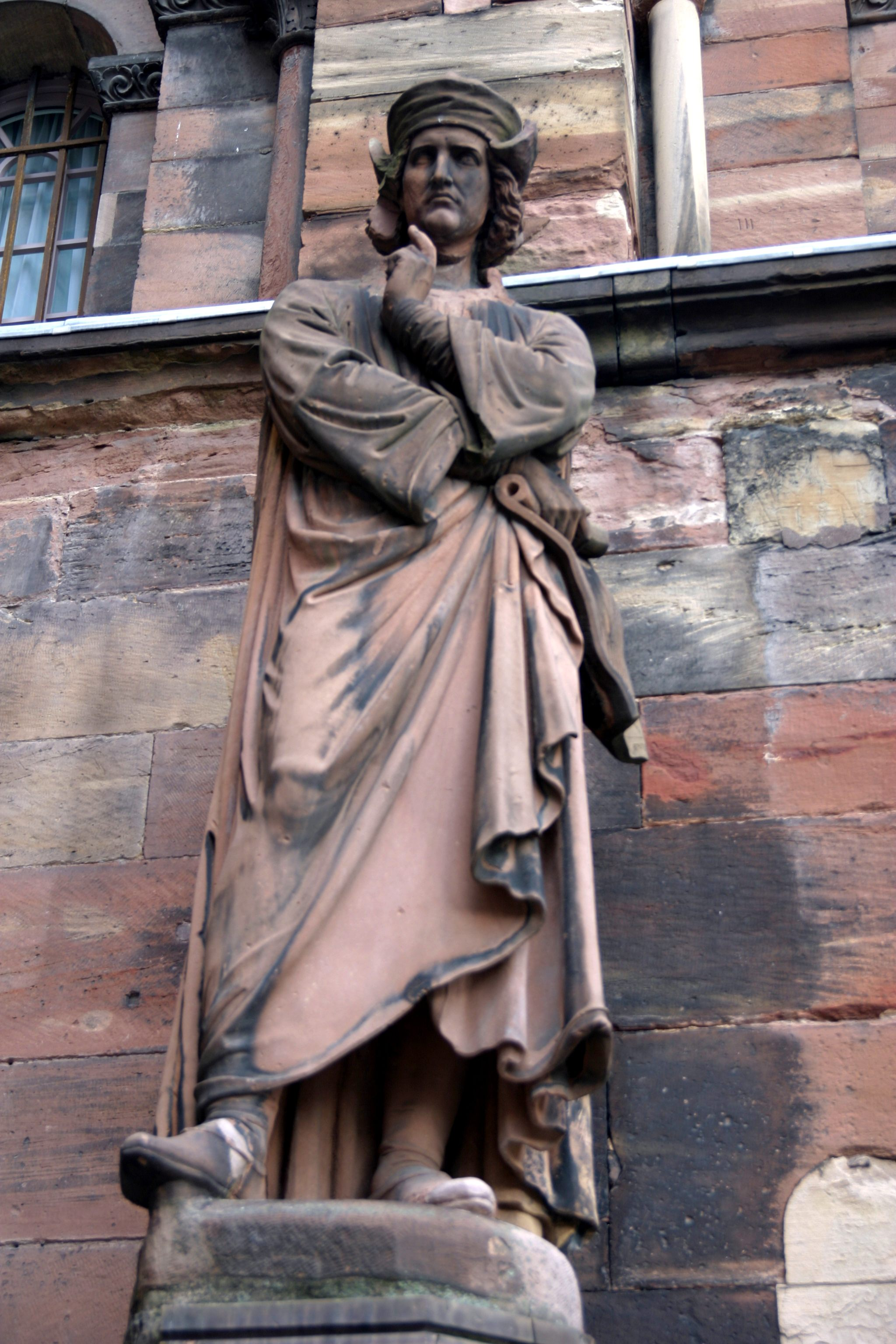
Erwin von Steinbach, cathédrale Notre-Dame de Strasbourg.
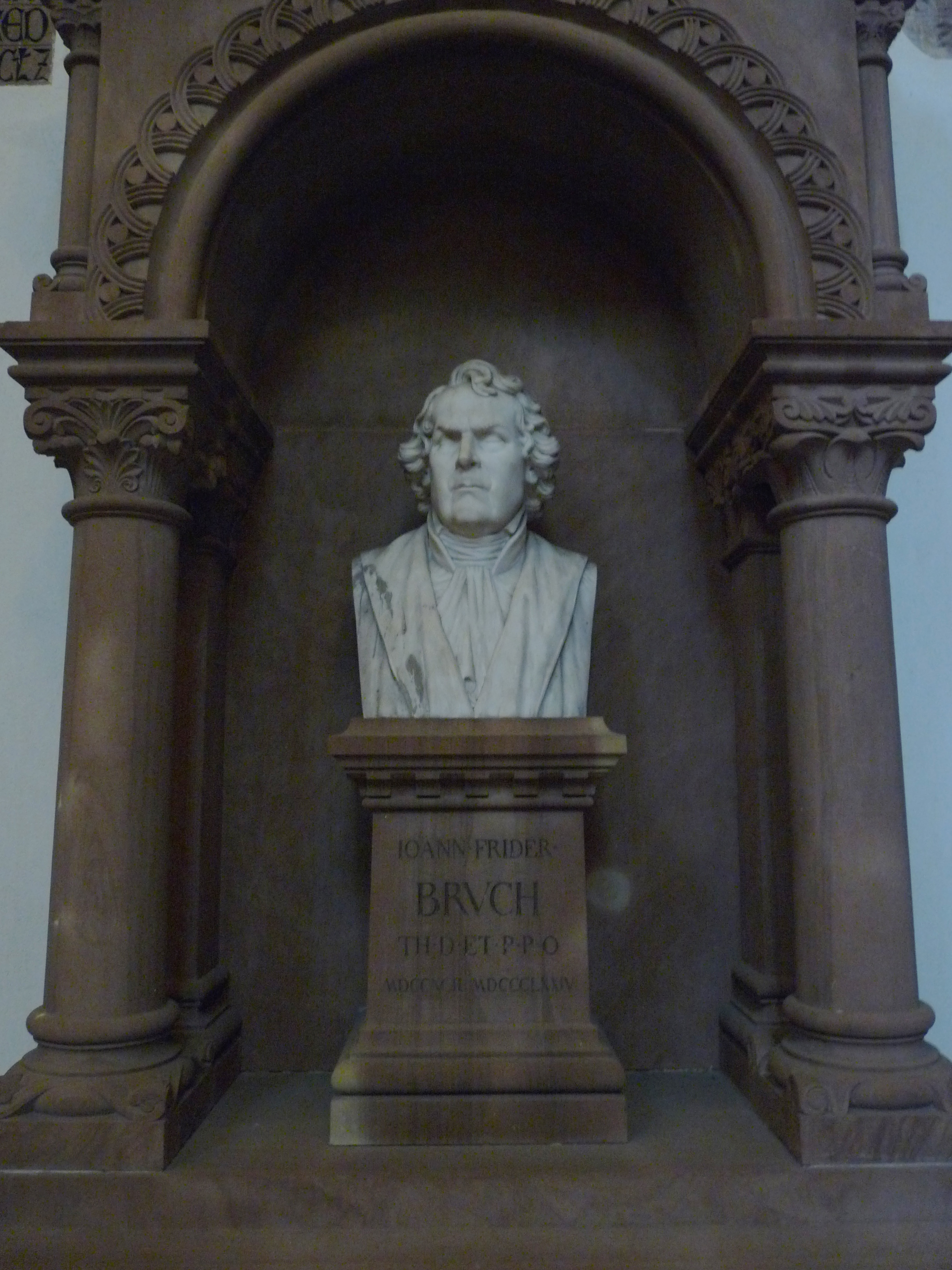
Monument funéraire de Jean-Frédéric Bruch, église Saint-Thomas de Strasbourg.

## Hommages
- Une rue de Strasbourg et un vignoble à Wolxheim portent son nom.
- Une salle du musée de la Chartreuse à Molsheim est dédiée à Philippe Grass[5].